# Burn Zombie Burn
Burn Zombie Burn é um jogo eletrônico de tiro em terceira pessoa desenvolvido e publicado pela empresa Doublesix, disponível em download para Playstation 3 e PC,sendo a versão de PC publicada pela P2 Games e lançada via Steam em agosto de 2010, mais de um ano após o lançamento para Playstation 3.

## Jogabilidade
Em Burn Zombie Burn o jogador controla Bruce, um sobrevivente de uma epidemia zumbi,que armado de um grande arsenal, deve lutar contra uma interminável horda zumbi. O objetivo do jogo é matar a maior quantidade possível de mortos-vivos, antes de morrer. Após alcançar determinado número de pontos é possível desbloquear partes do jogo. Para ter uma pontuação elevada o jogador pode queimar zumbis, mas há um lado ruim e perigoso, já que os inimigos correm para todas direções enquanto pegam fogo.
Burn Zombie Burn se desenvolve em vários cenários e opções de jogos diferentes. A cada nível é possível utilizar o "Big Red Button",que é ativado após três combos consecutivos

### Modos de Jogo
Há quatro modos de jogo, todos disponíveis desde o início. Mas existem níveis bloqueados dentro de cada modo, e o desbloqueio desses níveis deve ser feito pelo jogador.
- Livre – O modo mais simples dos quatro, o jogador deve apenas sobreviver e conseguir uma boa pontuação.

- Defesa – O jogador deve proteger a namorada de Bruce,Daisy,que está localizada normalmente no meio do cenário. Para proteger Daisy o jogador deve queimar e matar zumbis suficiente para fazer um resgate seguro.

- Cronometrado – O jogador começa com apenas cinco minutos de jogo, e deve matar os zumbis em chamas para que possa recuperar o tempo.

- Desafios – Há no total dez desafios no jogo, com objetivos variados e cenários dificultados

## Críticas
Burn Zombie Burn recebeu críticas positivas no Metacritic,o que lhe rendeu 76 pontos de um total de 100. IGN deu 8.3 pontos de 10.0 ao jogo, e comentou "O que funciona melhor em Burn Zombie Burn são as regras: queime zumbis, mas cuidado para o fogo não sair do controle." e "há uma tonelada de coisas para um jogo de download, mas prepare-se para gastar dias ou até semanas para desbloquear tudo."GameSpot deu uma nota de 7/10 e comentou:"É um jogo com pouca variedade, mas o inovador sistema de pontuação faz de Burn Zombie Burn um interessante jogo de tiro"